# Punto di McBurney
Il punto di McBurney è un punto di repere situato tra il primo e il secondo terzo della linea spino-ombelicale destra, ossia della linea che congiunge idealmente la spina iliaca anteriore superiore destra e l'ombelico.
Se la pressione di tale punto evoca dolore nel paziente può essere sospettata un'appendicite acuta.